# Trigonodes compar
Trigonodes compar là một loài bướm đêm trong họ Noctuidae.